# Thymioptila oedalea
Thymioptila oedalea är en fjärilsart som beskrevs av Edward Meyrick 1909. Thymioptila oedalea ingår i släktet Thymioptila och familjen vecklare. Inga underarter finns listade i Catalogue of Life.